# Aquila 1902 Montevarchi 2020-2021
Questa voce raccoglie le informazioni riguardanti l'Aquila 1902 Montevarchi nelle competizioni ufficiali della stagione 2020-2021.

## Divise e sponsor
Il fornitore tecnico per la stagione 2020-2021 è Mizuno; lo sponsor di maglia è Zucchetti.
| Casa | Trasferta |

## Rosa
| N. |                           | Ruolo | Calciatore            |
| -- | ------------------------- | ----- | --------------------- |
| 2  | Costa d'Avorio (bandiera) | D     | Emmanuel Achy         |
| 3  | Italia (bandiera)         | D     | Sean Martinelli       |
| 4  | Italia (bandiera)         | C     | Niccolò Cavallini     |
| 5  | Italia (bandiera)         | D     | Mattia Zanoli         |
| 6  | Italia (bandiera)         | D     | Pietro Bruschi        |
| 7  | Italia (bandiera)         | A     | Manuele Giustarini    |
| 8  | Italia (bandiera)         | C     | Francesco Amatucci () |
| 9  | Italia (bandiera)         | A     | Diego Frugoli         |
| 10 | Italia (bandiera)         | C     | Simone Biagi          |
| 11 | Albania (bandiera)        | C     | Paolo Rrapaj          |
| 11 | Italia (bandiera)         | D     | Giulio Mulas          |
| 12 | Italia (bandiera)         | P     | Filippo Marziano      |
| 13 | Italia (bandiera)         | A     | Riccardo Landini      |
| 14 | Albania (bandiera)        | C     | Yusuf Cela            |
| 15 | Italia (bandiera)         | D     | Tommaso Calosci       |

| N. |                    | Ruolo | Calciatore          |
| -- | ------------------ | ----- | ------------------- |
| 16 | Italia (bandiera)  | C     | Pietro Gistri       |
| 17 | Italia (bandiera)  | A     | Salvatore Corrado   |
| 17 | Italia (bandiera)  | D     | Alessandro Tozzuolo |
| 18 | Italia (bandiera)  | A     | Luca Lischi         |
| 19 | Italia (bandiera)  | A     | Niccolò Borghesi    |
| 20 | Nigeria (bandiera) | D     | Emmanuel Iroanya    |
| 21 | Gambia (bandiera)  | A     | Sulayman Jallow     |
| 22 | Italia (bandiera)  | P     | Andrea Giusti       |
| 23 | Italia (bandiera)  | C     | Vittorio Donati     |
| 24 | Italia (bandiera)  | C     | Samuele Tacchini    |
| 25 | Italia (bandiera)  | D     | Roby Seminara       |
| 27 | Italia (bandiera)  | A     | Giuseppe Nyamsi     |
| 30 | Italia (bandiera)  | D     | Tommaso Senzamici   |
| 77 | Romania (bandiera) | A     | Bogdan Stauciuc     |

## Calciomercato

### Sessione estiva(dal 01/07 al 30/10)
| Acquisti | Acquisti                | Acquisti        | Acquisti      |
| R.       | Nome                    | da              | Modalità      |
| -------- | ----------------------- | --------------- | ------------- |
| P        | Andrea Giusti           |                 | svincolato    |
| D        | Pietro Bruschi          | Perugia         | svincolato    |
| D        | Diego Segoni            | Tegoleto        | fine prestito |
| D        | Roby Seminara           | Benevento       | svincolato    |
| D        | Mattia Zanoli           | Viterbese       | svincolato    |
| C        | Matteo Bencivenni Stufi | Incisa          | fine prestito |
| C        | Yusuf Cela              | Team Altamura   | svincolato    |
| C        | Jacopo Cioce            | Rignanese       | fine prestino |
| C        | Lorenzo Meledandri      | Morolo          | fine prestito |
| C        | Niccolò Parigi          | Lornano Badesse | fine prestito |
| C        | Paolo Rrapaj            | Sasso Marconi   | svincolato    |
| A        | Cristiano Adami         | Terranuova      | fine prestito |
| A        | Salvatore Corrado       | Cannara         | svincolato    |
| A        | Diego Frugoli           | Seravezza       | svincolato    |
| A        | Sulayman Jallow         | Milano City     | svincolato    |
| A        | Bogdan Stauciuc         | Torino          | svincolato    |

| Cessioni | Cessioni                | Cessioni             | Cessioni      |
| R.       | Nome                    | a                    | Modalità      |
| -------- | ----------------------- | -------------------- | ------------- |
| P        | Massimiliano Benassi    |                      | fine carriera |
| P        | Alberto Pellegrini      |                      | svincolato    |
| D        | Andrea Bagnai           | Seravezza            | svincolato    |
| D        | Gino Bernardini         | Pianese              | fine prestito |
| D        | Matteo Cuccuini         | Porta Romana         | prestito      |
| D        | Andrea Poggesi          | Fiorentina           | svincolato    |
| D        | Diego Segoni            |                      | svincolato    |
| D        | Alessio Zini            | Follonica Gavorrano  | svincolato    |
| C        | Matteo Bencivenni Stufi |                      | svincolato    |
| C        | Jacopo Cioce            | Terranuova           | svincolato    |
| C        | Federico Dini           | Rignanese            | svincolato    |
| C        | Alessandro Donatini     |                      | svincolato    |
| C        | Leonardo Mannella       | Colligiana           | prestito      |
| C        | Lorenzo Meledandri      | Sora                 | prestito      |
| C        | Mattia Mosti Falconi    | Fortis Juventus      | prestito      |
| C        | Federico Nencioni       |                      | svincolato    |
| C        | Niccolò Parigi          |                      | svincolato    |
| A        | Cristiano Adami         | Terranuova           | svincolato    |
| A        | Giulio Camarlingh       | Pro Livorno Sorgenti | svincolato    |
| A        | Adnane Essoussi         | Trestina             | svincolato    |
| A        | Flavio Fofi             | Miniato Basso        | prestito      |

### Sessione invernale(dal 01/12 al 26/02)
| Acquisti | Acquisti            | Acquisti | Acquisti   |
| R.       | Nome                | da       | Modalità   |
| -------- | ------------------- | -------- | ---------- |
| D        | Giulio Mulas        |          | svincolato |
| D        | Alessandro Tozzuolo | Perugia  | prestito   |

| Cessioni | Cessioni          | Cessioni      | Cessioni   |
| R.       | Nome              | a             | Modalità   |
| -------- | ----------------- | ------------- | ---------- |
| C        | Paolo Rrapaj      | Sasso Marconi | svincolato |
| A        | Salvatore Corrado | Cannara       | svincolato |
| A        | Bogdan Stauciuc   | Tuttocuoio    | svincolato |

### Operazioni successive alla sessione invernale
| Acquisti | Acquisti          | Acquisti   | Acquisti      |
| R.       | Nome              | da         | Modalità      |
| -------- | ----------------- | ---------- | ------------- |
| C        | Leonardo Mannella | Colligiana | fine prestito |

| Cessioni | Cessioni          | Cessioni | Cessioni   |
| R.       | Nome              | a        | Modalità   |
| -------- | ----------------- | -------- | ---------- |
| C        | Leonardo Mannella |          | svincolato |

## Risultati

### Serie D

#### Girone di andata
| Arbitro: | Albano (Venezia) |

|                                |           |               |
| Frugoli 3’, 85’ Martinelli 38’ | Marcatori | 49’ Bazzoffia |

| Arbitro: | Ramondino (Palermo) |

|                              |           |                                                       |
| Villagatti 19’ Bellini 90+2’ | Marcatori | 3’, 8’, 36’ Giustarini 48’ Amatucci 77’ (rig.) Jallow |

| Arbitro: | Duzel (Castelfranco Veneto) |

|                          |           |          |
| Cela 18’ Jallow 60’, 84’ | Marcatori | 4’ Corsi |

| Arbitro: | Finzi (Foligno) |

|                        |           |           |
| Gambale 4’, 57’ (rig.) | Marcatori | 3’ Lischi |

| Arbitro: | Castellano (Nichelino) |

|            |           |                                |
| Jallow 17’ | Marcatori | 70’ (rig.) Caciagli 85’ Regoli |

| Arbitro: | Zago (Conegliano) |

|  |           |                |
|  | Marcatori | 49’ Giustarini |

| Arbitro: | Cosseddu (Nuoro) |

|            |           |  |
| Jallow 85’ | Marcatori |  |

| Arbitro: | Negrelli (Finale Emilia) |

|                            |           |                  |
| Essoussi 23’ Benedetti 83’ | Marcatori | 90+1’ Martinelli |

| Arbitro: | Di Francesco (Ostia) |

|                       |           |                    |
| Mancini 12’ Zerbo 58’ | Marcatori | 66’ (rig.) Frugoli |

| Arbitro: | Luongo (Napoli) |

|                                     |           |              |
| Biagi 2’ Jallow 14’ Lischi 26’, 45’ | Marcatori | 65’ Sordilli |

| Arbitro: | Agostoni (Milano) |

|               |           |            |
| Bucaletti 25’ | Marcatori | 29’ Jallow |

| Arbitro: | D'Ambrosio Giordano (Collegno) |

|                          |           |             |
| Jallow 70’ Frugoli rig.’ | Marcatori | 17’ Simeoni |

| Arbitro: | Selva (Alghero) |

|           |           |                             |
| Nanni 72’ | Marcatori | 13’ Jallow 24’, 34’ Frugoli |

| Arbitro: | Gianquinto (Parma) |

|            |           |  |
| Donati 74’ | Marcatori |  |

| Civita Castellana 3 febbraio 2021, ore 14:30 CET 15ª giornata | Flaminia CivitaCastellana | 0 – 0 | Montevarchi | Stadio Turiddu-Madami (0 spett.)\| Arbitro: \| Vogliacco (Bari) \| |
| Arbitro:                                                      | Vogliacco (Bari)          |       |             |                                                                    |

| Arbitro: | D'Eusanio (Faenza) |

|                        |           |              |
| Frugoli 23’ Lischi 28’ | Marcatori | 47’ Mencagli |

| Arbitro: | Mirabella (Napoli) |

|                |           |  |
| Bartoccini 46’ | Marcatori |  |

#### Girone di ritorno
| Cannara 21 febbraio 2021, ore 14:30 CET 18ª giornata | Cannara          | 0 – 0 | Montevarchi | Stadio Spoletini (0 spett.)\| Arbitro: \| Mucera (Palermo) \| |
| Arbitro:                                             | Mucera (Palermo) |       |             |                                                               |

| Arbitro: | Gambuzzi (Reggio Emilia) |

|                           |           |  |
| Giustarini 25’ Jallow 33’ | Marcatori |  |

| Arbitro: | Angelillo (Nola) |

|                |           |                                |
| Sorrentino 37’ | Marcatori | 39’ (aut.) Ghinassi 55’ Jallow |

| Arbitro: | Guerra (Venosa) |

|                       |           |  |
| Giustarini 25’ (rig.) | Marcatori |  |

| Arbitro: | Pezzopane (L'Aquila) |

|                |           |          |
| Pisaneschi 47’ | Marcatori | 18’ Cela |

| Arbitro: | Catanzaro (Catanzaro) |

|                                    |           |  |
| Frugoli 50’, 65’ (rig.) Jallow 80’ | Marcatori |  |

| Arbitro: | Frosi (Treviglio) |

|  |           |                                            |
|  | Marcatori | 8’ Cela 30’ (aut.) Francalanci 44’ Frugoli |

| Arbitro: | Bracaccini (Macerata) |

|                                 |           |                                |
| Jallow 10’ Lischi 34’ Biagi 69’ | Marcatori | 57’, 89’ Essoussi 88’ Khribech |

| Arbitro: | Marra (Mantova) |

|                          |           |  |
| Cela 30’, 53’ Jallow 33’ | Marcatori |  |

| Arbitro: | Gigliotti (Lamezia Terme) |

|                             |           |                         |
| Sabelli 78’ Sbardella 90+4’ | Marcatori | 39’ Jallow 52’ Amatucci |

| Arbitro: | Fichera (Acireale) |

|                           |           |         |
| Martinelli 53’ Gistri 77’ | Marcatori | 5’ Redi |

| Arbitro: | Gemelli (Messina) |

|                    |           |                 |
| Zini 54’ Lepri 60’ | Marcatori | 21’, 49’ Jallow |

| Arbitro: | Restaldo (Ivrea) |

|                                 |           |                      |
| Frugoli 58’ (rig.) Amatucci 87’ | Marcatori | 46’ Pedone 52’ Nanni |

| Arbitro: | De Angeli (Milano) |

|            |           |                                 |
| Farcas 43’ | Marcatori | 14’ Donati 78’ Biagi 85’ Jallow |

| Arbitro: | Djurdjevic (Trieste) |

|                                    |           |               |
| Tozzuolo 6’ Frugoli 46’ Lischi 72’ | Marcatori | 33’ Guadalupi |

| Arbitro: | Cutrufo (Catania) |

|  |           |                       |
|  | Marcatori | 7’ Frugoli 53’ Jallow |

| Arbitro: | Diop (Treviglio) |

|                                             |           |  |
| Jallow 23’, 62’ Giustarini 32’ Gistri 45+1’ | Marcatori |  |

## Statistiche

### Statistiche di squadra
| Competizione | Punti | In casa | In casa | In casa | In casa | In casa | In casa | In trasferta | In trasferta | In trasferta | In trasferta | In trasferta | In trasferta | Totale | Totale | Totale | Totale | Totale | Totale | D.R. |
| Competizione | Punti | G       | V       | N       | P       | Gf      | Gs      | G            | V            | N            | P            | Gf           | Gs           | G      | V      | N      | P      | Gf     | Gs     | D.R. |
| ------------ | ----- | ------- | ------- | ------- | ------- | ------- | ------- | ------------ | ------------ | ------------ | ------------ | ------------ | ------------ | ------ | ------ | ------ | ------ | ------ | ------ | ---- |
| Serie D      | 71    | 17      | 14      | 2       | 1       | 40      | 14      | 17           | 7            | 6            | 4            | 28           | 18           | 34     | 21     | 8      | 5      | 68     | 32     | +28  |

### Andamento in campionato
| Giornata  | 1 | 2 | 3 | 4 | 5 | 6 | 7 | 8 | 9 | 10 | 11 | 12 | 13 | 14 | 15 | 16 | 17 | 18 | 19 | 20 | 21 | 22 | 23 | 24 | 25 | 26 | 27 | 28 | 29 | 30 | 31 | 32 | 33 | 34 |
| --------- | - | - | - | - | - | - | - | - | - | -- | -- | -- | -- | -- | -- | -- | -- | -- | -- | -- | -- | -- | -- | -- | -- | -- | -- | -- | -- | -- | -- | -- | -- | -- |
| Luogo     | C | T | C | T | C | T | C | T | T | C  | T  | C  | T  | C  | T  | C  | T  | T  | C  | T  | C  | T  | C  | T  | C  | C  | T  | C  | T  | C  | T  | C  | T  | C  |
| Risultato | V | V | V | P | P | V | V | P | P | V  | N  | V  | V  | V  | N  | V  | P  | N  | V  | V  | V  | N  | V  | V  | N  | V  | N  | V  | N  | N  | V  | V  | V  | V  |
| Posizione | 3 | 1 | 1 | 1 | 4 | 3 | 2 | 3 | 5 | 4  | 4  | 3  | 1  | 1  | 3  | 2  | 2  | 2  | 2  | 2  | 2  | 2  | 2  | 2  | 2  | 1  | 1  | 1  | 1  | 1  | 1  | 1  | 1  | 1  |

Legenda:

Luogo: C = Casa; T = Trasferta. Risultato: V = Vittoria; N = Pareggio; P = Sconfitta.